# Dane Scarlett
Dane Pharrell Scarlett (Hillingdon, 24 marzo 2004) è un calciatore inglese, attaccante del Tottenham e della nazionale Under-21 inglese.
Detiene il record di giocatore più giovane esordiente della storia del Tottenham in Premier League.

## Caratteristiche tecniche
È una prima punta, combina delle buone capacità fisiche ad un'ottima velocità, grazie al quale può anche essere schierato nel ruolo di ala.

## Carriera

### Club
Nella stagione 2019-2020 entra a far parte della squadra under-18 del Tottenham, arrivando perfino ad allenarsi con la prima squadra in vista delle amichevoli estive, a soli 15 anni.
Durante la stagione successiva torna a far parte della squadra under-18, ricevendo anche alcune convocazioni per la Premier League 2, ed infine viene per la prima volta convocato da José Mourinho in prima squadra per una partita di Europa League il 26 novembre contro il Ludogorec, dove esordisce diventando così il più giovane esordiente nella storia del club, record poi battuto pochi mesi dopo dal suo compagno Alfie Devine.
Il 7 febbraio 2021 esordisce in Premier League all'età di 16 anni e 320 giorni nella partita vinta 2-0 dal Tottenham contro il West Bromwich Albion. Diciassette  giorni dopo contribuisce alla vittoria per 4-0 contro il Wolfsberger ai sedicesimi di finale di Europa League, mettendo a segno un assist per Carlos Vinícius dopo solamente 1 minuto di gioco dalla sua entrata in campo, e diviene il più giovane assistman nella storia del club. Al contempo pareggia il record di Kylian Mbappé come più giovane assist-man in una partita di Europa League.
Il 27 luglio 2022 Scarlett viene ingaggiato dal Portsmouth in prestito per una stagione. Segna la sua prima rete il 5 agosto contribuendo alla vittoria 2-0 contro il Cheltenham.

### Nazionale
Debutta con la nazionale Under-19 il 2 settembre 2021, nella partita vinta 2-0 contro l'Italia. Con la selezione Under-19 partecipa all'europeo di categoria del 2022, svoltosi in Slovacchia, raggiungendo il successo finale contro Israele.
Nel settembre del 2022, viene convocato in Under-20 e, successivamente, il 10 maggio 2023 è stato incluso dal selezionatore Foster nella lista dei convocati partecipanti al Mondiale di categoria in Argentina.

## Statistiche

### Presenze e reti nei club
Statistiche aggiornate al 27 febbraio 2025.
| Stagione         | Squadra          | Campionato       | Campionato | Campionato | Coppe nazionali | Coppe nazionali | Coppe nazionali | Coppe continentali | Coppe continentali | Coppe continentali | Altre coppe | Altre coppe | Altre coppe | Totale | Totale |
| Stagione         | Squadra          | Comp             | Pres       | Reti       | Comp            | Pres            | Reti            | Comp               | Pres               | Reti               | Comp        | Pres        | Reti        | Pres   | Reti   |
| ---------------- | ---------------- | ---------------- | ---------- | ---------- | --------------- | --------------- | --------------- | ------------------ | ------------------ | ------------------ | ----------- | ----------- | ----------- | ------ | ------ |
| 2020-2021        | Tottenham        | PL               | 1          | 0          | FACup+CdL       | 0+0             | 0               | UEL                | 2                  | 0                  | -           | -           | -           | 3      | 0      |
| 2021-2022        | Tottenham        | PL               | 1          | 0          | FACup+CdL       | 2+0             | 0               | UECL               | 4                  | 0                  | -           | -           | -           | 7      | 0      |
| 2022-2023        | Portsmouth       | FL1              | 34         | 4          | FACup+CdL       | 0+2             | 0+0             | -                  | -                  | -                  | FLT         | 4           | 2           | 40     | 6      |
| lug.-ago. 2023   | Tottenham        | PL               | 0          | 0          | FACup+CdL       | 0+1             | 0               | -                  | -                  | -                  | -           | -           | -           | 1      | 0      |
| ago.-dic. 2023   | Ipswich Town     | FLC              | 12         | 0          | FACup+CdL       | 0+0             | 0+0             | -                  | -                  | -                  | -           | -           | -           | 12     | 0      |
| gen.-giu. 2024   | Tottenham        | PL               | 4          | 0          | FACup+CdL       | 2+0             | 0               | -                  | -                  | -                  | -           | -           | -           | 6      | 0      |
| 2024-gen. 2025   | Oxford Utd       | FLC              | 20         | 4          | FACup+CdL       | 1+1             | 0+0             | -                  | -                  | -                  | -           | -           | -           | 22     | 4      |
| gen.-giu. 2025   | Tottenham        | PL               | 3          | 0          | FACup+CdL       | 0+0             | 0               | UEL                | 1                  | 1                  | -           | -           | -           | 4      | 1      |
| Totale Tottenham | Totale Tottenham | Totale Tottenham | 8          | 0          |                 | 5               | 0               |                    | 7                  | 1                  |             | -           | -           | 20     | 1      |
| Totale carriera  | Totale carriera  | Totale carriera  | 74         | 8          |                 | 9               | 0               |                    | 7                  | 1                  |             | 4           | 2           | 94     | 11     |

## Palmarès

### Competizioni internazionali
- UEFA Europa League: 1

Tottenham Hotspur: 2024-2025

### Nazionale
- Campionato europeo di calcio Under-19: 1

Slovacchia 2022